# Wimbledon 1887
De 11e editie van het Britse grandslamtoernooi, Wimbledon 1887, werd gehouden van zaterdag 2 tot en met donderdag 7 juli 1887. Voor de vrouwen was het de 4e editie van het Britse graskampioenschap. Het toernooi werd gespeeld op de toenmalige locatie op de Worple Road bij de All England Lawn Tennis and Croquet Club in de wijk Wimbledon van de Britse hoofdstad Londen.
Zoals toen gebruikelijk was, speelden de spelers om de titelverdediger te mogen uitdagen in de finale "challenge round".
William Renshaw verdedigde zijn titel niet, waardoor de challenge round verviel. Drievoudig verliezend finalist Herbert Lawford won de titel. 
Het vrouwentoernooi werd gewonnen door Lottie Dod op de leeftijd van 15 jaar en 285 dagen – daarmee is zij tot op heden(2022) de jongste enkelspelwinnares op Wimbledon.

## Belangrijkste uitslagen
Mannenenkelspel

Finale: Herbert Lawford (Verenigd Koninkrijk) won van Ernest Renshaw (Verenigd Koninkrijk) met 1-6, 6-3, 3-6, 6-4, 6-4 
Vrouwenenkelspel

Finale: Lottie Dod (Verenigd Koninkrijk) won van Blanche Bingley (Verenigd Koninkrijk) met 6–3, 6–3 
Mannendubbelspel

Finale: Herbert Wilberforce (Verenigd Koninkrijk) en Patrick Bowes-Lyon (Verenigd Koninkrijk) wonnen van James Crispe (Verenigd Koninkrijk) en Edward Barratt-Smith (Verenigd Koninkrijk) met 7-5, 6-3, 6-2 
Het vrouwendubbelspel en gemengd dubbelspel werden in 1913 voor het eerst georganiseerd.
Een juniorentoernooi werd voor het eerst in 1947 gespeeld.